# Калибр 25 мм
Калибр 25 мм — это ряд боевых припасов (снарядов) для автоматических пушек. 
Боеприпасы данного калибра, используются во всех родах войсках, включая сухопутные, военно-морские и военно-воздушные силы. Данный калибр способен эффективно поражать как живую силу противника, так и легко-бронированную технику.

## Типы
APFSDS-T (Бронебойный оперенный подкалиберный с трассером) — снаряды предназначенные для поражения легкобронированных и воздушных целей. Они имеют длинный стержневой пенетратор из вольфрама, что обеспечивает высокую пробивную способность с минимальным рассеиванием.
APDS-T (Бронебойный подкалиберный с трассером) — единственным отличием данного типа от предыдущего, заключается в сплошном, а не стержневом пенетраторе.
HEI-T (Осколочно-фугасный зажигательный с трассером) — предназначен для поражения небронированных целей и вертолетов. Снаряды обладают специальной фугасной смесью.

## Применение
| Фото | Название               | Размер                                | Типы снарядов                       |
| ---- | ---------------------- | ------------------------------------- | ----------------------------------- |
|      | M242 Bushmaster        | 25×137 мм                             | APFSDS-T APDS-T HEI-T TP-T          |
|      | GAU-22/A               | 25×137 мм                             | SAPHEI-T APEX HEI                   |
|      | GIAT M811              | 25×137 мм                             | APFSDS-T APDS-T HEI-T TP-T          |
|      | Oerlikon KB(A)/(B)/(C) | KBA — 25×137 мм KB(B)/(C) — 25×184 мм | APFSDS-T APDS-T HEI-T TP-T SAPHEI-T |
|      | Type 90                | 25×183 мм                             | APFSDS-T APDS-T HEI-T TP-T SAPHEI-T |

### Комментарии
1. ↑  Type 90 является Китайской копией Швейцарского Oerlikon KBA, а потому, обладает теми же типами снарядов